# Саїт Фаїк Абасияник

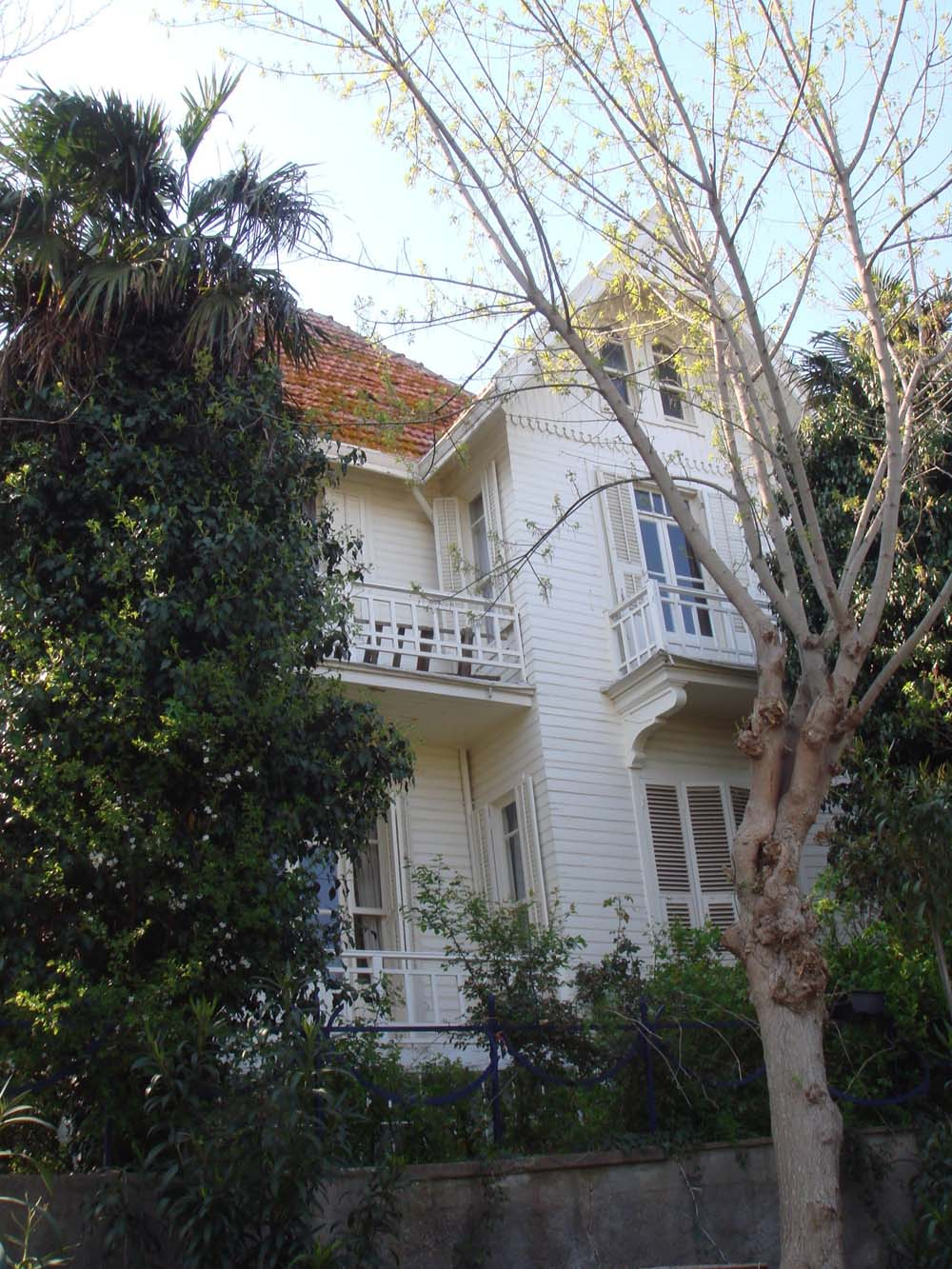
Музей Саїта Фаїка Абасяняка в Бургазаді (2009)

Саїт Фаїк Абасияник (тур. Sait Faik Abasıyanık; 18 листопада 1906, Адапазари — 11 травня 1954, Стамбул) — турецький письменник.

## Життєпис
Народився в сім'ї заможного торговця. У 1928 році вступив на факультет тюркології Стамбульського університету, але в 1930 році під впливом батька відправився вивчати економіку в Швейцарію. Кинувши навчання, три роки жив у Франції, в Греноблі. Після повернення в Туреччину викладав турецьку мову в вірменської школі для сиріт. Його спроби займатися бізнесом успіху не мали. З 1934 року присвятив своє життя літературі. Перша його збірка оповідань «Самовар» вийшла в 1936 році.